# 아스판디야로프 칸
아스판디야로프 칸(러시아어: Асфандияр-хан, 1871년 ~ 1918년)은 우즈베크족의 12번째 통치자이자 히바 칸국의 54번째 칸이다.

## 생애
1910년 아버지이자 선대 히바 칸국의 칸인 무함마드 라힘 2세가 사망한 이후 아스판디야로프 칸이 히바 칸국의 칸으로 즉위했다.
그의 아버지와는 달리 그에게는 특별한 운이 있지는 않았다. 자신이 통치하던 시기에는 국가의 주요 역할은 계몽으로써 국무총리 이슬람 효자와 함께 계몽운동을 펼쳤다. 그는 히바 도시에 공장, 병원, 약국, 우체국, 전신국, 세속 학교 등을 건립하는 사업도 펼쳤다. 1908년부터 1910년 사이 이슬람 효자는 이찬 칼라 남동쪽에 작은 마드라사로 구성된 히바에서 가장 높은 첨탑을 지었다. 이슬람 효자는 아스판디야로프 칸이 죽은 이후 나중에 죽었다.
러시아의 차르 니콜라이 2세는 성 스태니슬라우스와 성 안나 훈장을 받았다. 이후, 1910년 칸은 러시아 제국에게 장군 칭호를 받았다. 1911년 그는 차르의 수행원이 되었다. 1913년에는 니콜라이 2세에게 "왕자"라는 칭호를 받았다.
러시아 본토에서 일어난 2월 혁명은 히바 칸국에까지 그 영향을 미쳤다. 1917년 4월 5일 말라도흐비니치라는 사람이 칸에게 여러 가지 개혁을 하라는 요구를 한다. 이 요구에서는 칸에게 입법 등의 행정기구를 만들고 집회권을 보장, 의회 설치 등의 여러 개혁문을 발표하도록 했다. 이로 인해 칸의 권력은 약해졌으며 이 의회 의장으로는 보보아훈 사리모프가 되었다. 그러나, 이후 상황이 불안해지면서 반동 세력이 우세해졌다. 그 결과, 칸 정부는 개혁 취소 선언을 하면서 말라도흐비니치의 개혁은 실패로 돌아갔다. 이후, 히바 칸국은 주나드 칸 투르크멘 지도자가 칸국 군대 지휘관이 되면서 곧 모든 권력이 그로 쏠리게 되었다.

## 문화 정책

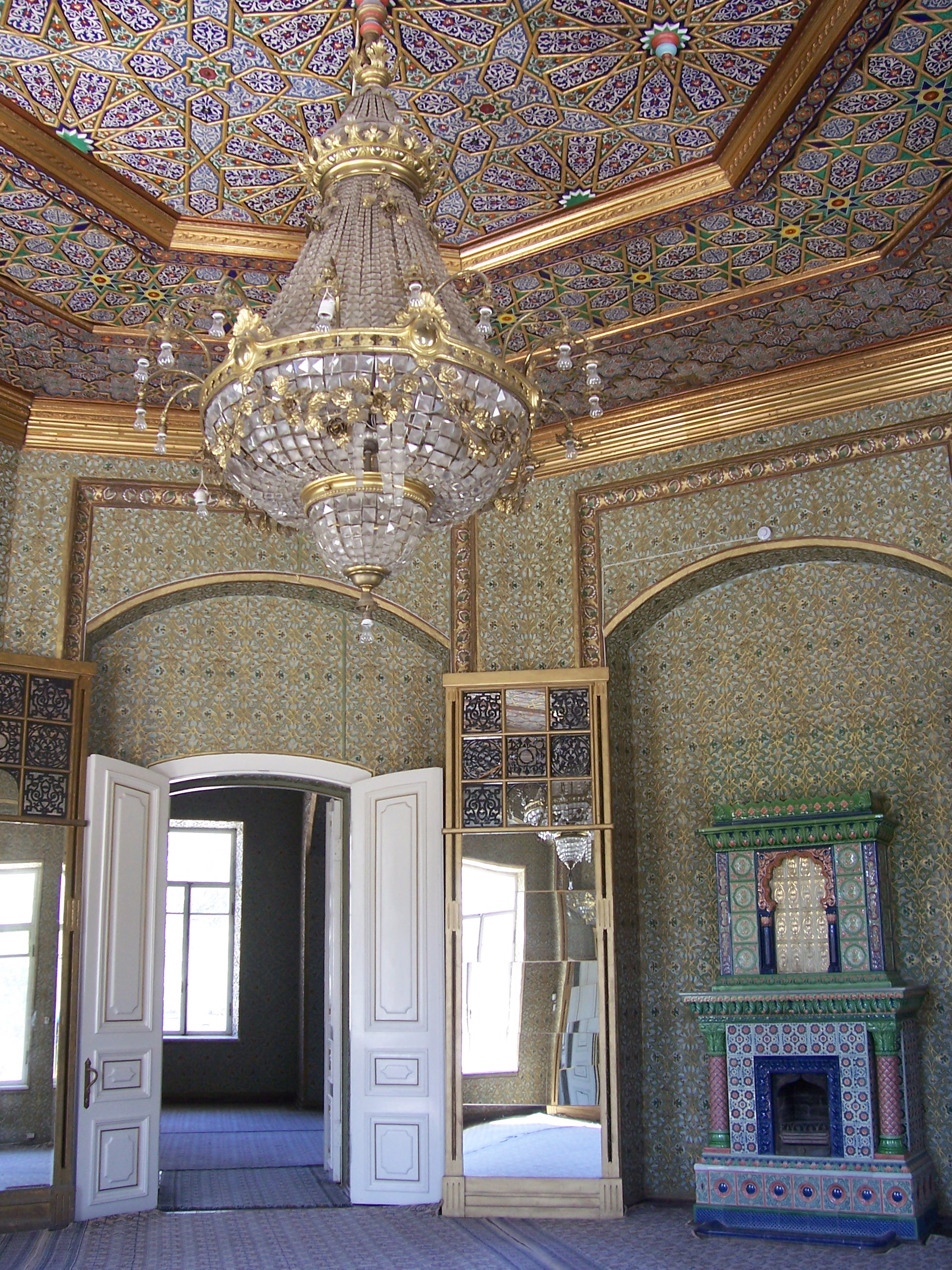
누루렐라 궁전의 한 방.

히바 도시 내에서는 아스판디야로프 칸의 재위 동안 새로운 마누라사와 사원을 건축했다. 또한, 누루넬라 베이 궁전이라고 하는 몇 가지 홀과 현대식 방, 러시아의 모더니즘 장식으로 이루어진 현대식 왕궁을 건축했다. 또한, 샹트페테르부르크의 러시아 제국 도자기 공장에 다양한 디자인의 장식용 도자기를 주문하기도 했다.
또한, 최초의 우즈베크인 영화감독인 후데이베르겐 데바네이는 1910년 아스판디야로프 칸에 관한 다큐멘터리 영화를 찍으면서 최초의 우즈베키스탄 영화를 만들었다.

## 죽음
1918년 아스판디야로프 칸은 누루렐라 베이 궁전에서 주나드 칸의 쿠데타가 일어나면서 살해당했고, 이후 주나드 칸의 동생인 사이드 압둘라 칸이 히바 칸국의 칸이 되었다. 그러나, 실제로는 주나드 칸이 권력을 장악하고 있었다.

## 참고 문헌
- (러시아어) Гуломов Х. Г. Дипломатические отношения государств Средней Азии с Россией в XVIII — первой половине XIX века. — Ташкент, 2005.
- (러시아어) Гулямов Я. Г. История орошения Хорезма с древнейших времен до наших дней. — Ташкент, 1957.
- (러시아어) История Узбекистана. Т. 3. — Ташкент, 1993.
- (러시아어) История Узбекистана в источниках. Составитель Б. В. Лунин. — Ташкент, 1990.
- (러시아어) История Хорезма. Под редакцией И. М. Муминова. — Ташкент, 1976.

| 전임 무함마드 라힘 2세 | 제54대 히바 칸국의 칸 1910년 ~ 1918년 | 후임 사이드 압둘라 칸 |